# Adrian Denisow
Adrian Karpowicz Denisow (ros. Андриан Карпович Денисов, ur. 1763, zm. 1841) – rosyjski generał porucznik.
Bratanek Fiodora Denisowa. Od 1775 uczył się w Petersburgu. W 1780 mianowany porucznikiem. 
Brał udział w wojnie z Turcją 1787–1792, w 1790 wyróżnił się podczas zdobywania Izmaiła przez Rosjan. W 1792 walczył w wojnie z Polską, w 1794 brał udział w tłumieniu powstania kościuszkowskiego. Uciekając przed ścigającymi go oddziałami polskimi, połączył się z wojskiem króla pruskiego,  Fryderyka Wilhelma. Podporządkowane Denisowowi jednostki wzięły udział w bitwie pod Szczekocinami, gdzie został pobity, głównie za sprawą wojsk pruskich, piętnastotysięczny korpus generała Tadeusza Kościuszki. W bitwie pod Maciejowicami został kilkakrotnie ranny. W 1796 brał udział w kampanii w Persji, a w 1799 wziął udział w kampanii włoskiej i szwajcarskiej Suworowa przeciw Napoleonowi I Bonaparte. W 1807 ponownie brał udział w  wojnie przeciwko Napoleonowi. Brał też udział  w wojnie z Turcją 1806–1812. W 1818 mianowany dowódcą wojsk Kozaków Dońskich. Został odznaczony Orderem Świętego Jerzego IV klasy, Orderem Świętego Włodzimierza II i IV klasy, Orderem Świętej Anny I klasy, Orderem Czarnego Orła, Orderem Pour le Mérite i nagrodzony złotą szablą.